# La Dame de Berlin
La Dame de Berlin est le premier roman, paru en 1987, de la série Les Aventures de Boro, reporter photographe créée par Dan Franck et Jean Vautrin.
Si la couverture originale de ce texte est illustrée par un dessin d'Enki Bilal, c'est à un autre artiste, Marc Veber, que les éditions Casterman ont confié en 2006 l'adaptation en bande dessinée de La Dame de Berlin (trois tomes prévus).

## Résumé
Venu chercher à Paris la liberté dont il s'estime privé en Hongrie, Blèmia Borowicz (dit « Boro ») tente d'y exercer ses talents de reporter-photographe. S'appuyant avec nonchalance sur la canne dont il ne se sépare jamais, il ne tarde pas cependant à repartir à travers l'Europe du début des années 1930 afin de porter secours à sa cousine Maryika Vremler, étoile montante du cinéma allemand, dont il a toujours été amoureux.
Témoin de la montée du nazisme en Allemagne, mais également de celle d'une organisation d'extrême-droite à l'échelle européenne qui se concentre sur la France et l'Allemagne, Boro se trouve bientôt au cœur d'une tourmente dont il choisit sans hésitation d'immortaliser les moindres détails à l'aide du Leica qui l'accompagne en tout lieu…

## Les personnages
Par ordre d'entrée en scène…
- Blèmia Borowicz, dit « Boro » : juif par son père mort alors qu'il n'avait que cinq ans, cet apprenti reporter photographe bat le pavé parisien (en s'appuyant sur une canne destinée à compenser sa légère claudication) tout en retouchant des clichés pour le compte de l'agence Iris. De retour à Paris, il est amené à couvrir l'assassinat du président Paul Doumer en mai 1932 grâce à son petit Leica. Il aime le chocolat et le sexe.
- Scipion : chauffeur noir au service d'Ettore Bugatti, père de huit enfants répartis entre plusieurs femmes, cet ancien modèle ayant posé pour les plus grands artistes de Montparnasse est chargé par le constructeur automobile italien de conduire Boro jusqu'à Munich où l'attend sa cousine Maryika.
- Marinette Merlu : fille de la logeuse de Boro, elle aide ce dernier (contre les intérêts de sa mère) à regagner sa modeste chambre sans se voir réclamer les loyers impayés puis devient la maîtresse du photographe.
- Germaine Merlu : s'étant juré de récupérer la somme que lui doit Blèmia Borowicz, son locataire du septième, cette veuve récente d'un avocat véreux est capable de passer une partie de la nuit l'œil rivé au judas de son propre appartement afin de guetter l'apparition éventuelle du jeune photographe.
- Alphonse Tourpe : patron de l'agence Iris pour laquelle travaille Boro, cet Auvergnat à la bouille un peu roublarde a engagé le Hongrois en qualité de garçon de laboratoire chargé de tirer, d'agrandir et de retoucher les clichés. En mai 1932, il en fait toutefois son assistant le temps de se rendre sur les lieux de l'assassinat de Paul Doumer.
- Jozek Szajol : beau-père violent et vulgaire de Blèmia Borowicz, lequel se jure un beau jour de ne plus jamais habiter au-dessus de son épicerie et quitte finalement Budapest pour Paris.
- Ruddi Reinecke : chasseur rouquin au visage de rat de l'hôtel Regina Palast (dans lequel Maryika Vremler est descendue à l'occasion de son séjour à Munich), que Boro s'amuse à faire chercher des bagages qui n'ont jamais existé. Il se venge un peu plus tard de cette mauvaise plaisanterie en négligeant de rendre à Maryika Vremler, dont la beauté le fascine, un service dont il a compris que son « rival » hongrois devait être le bénéficiaire.
- Herr Rumpelmayer : régnant sans partage sur le desk du Regina Palast de Munich, cet homme à la stature imposante, au visage couperosé et à la voix caverneuse est considéré par tous les occupants de l'hôtel comme un tyran à poigne de fer alors que Boro ne tarde pas à le surnommer familièrement « oncle Rumpel ».
- Barbara Dorn : Son extraordinaire ressemblance avec Maryika Vremler, de la forme du visage à l'ossature en passant par les expressions, a permis à cette apprentie comédienne de devenir doublure lumière pour la nouvelle égérie du réalisateur Wilhelm Speer. Elle est aussi la meilleure amie de celle qu'elle remplace sous les sunlights le temps qu'on les règle.
- Maryika Vremler : D'une douceur grave faite d'élégance et de réserve, l'élégante cousine de Blèmia Borowicz est en passe de devenir l'actrice la plus célèbre d'Allemagne au moment où le reporter photographe lui rend visite à Munich. C'est en se rendant à la boutique du photographe Heinrich Hoffmann, où Maryika s'apprête à offrir un Leica à son cousin, que les deux jeunes gens croisent le fiancé d'une certaine Eva Braun (alors assistante d'Hoffmann) sans s'apercevoir immédiatement que cet homme n'est autre qu'Adolf Hitler. À Berlin, son chemin croise ensuite celui des grands noms du cinéma d'outre-Rhin : de la réalisatrice Leni Riefenstahl à l'acteur Emil Jannings, ces célébrités se succèdent en effet auprès d'elle.
- Wilhelm Speer : Ancien assistant de Fritz Lang, de Georg Wilhelm Pabst et de Josef von Sternberg, Si l'actrice reconnaît dès lors qu'elle lui est redevable de tout sur le plan artistique (leur deuxième collaboration sur Shanghai-Lily ayant achevé de faire d'elle une star), elle refuse en revanche tout conseil de la part du metteur en scène s'agissant de sa vie privée. Lorsque Speer se fait trop pressant, elle va ainsi jusqu'à le menacer d'évoluer dorénavant « entre d'autres mains » en lui rappelant qu'elle a notamment été pressentie par Leni Riefenstahl pour jouer dans son film intitulé La Lumière Bleue.
- « Cochon-qui-souffle » : Ainsi surnommé par Maryika Vremler alors qu'il se prénomme Kurt, cet individu à tête de boucher et aux yeux bleus délavés dansant nerveusement au fond d'orbites noyées dans la graisse porte le brassard à croix gammée et la matraque blanche des SA du NSDAP. Avec l'aide d'un certain Heinrich, il cherche à intimider l'actrice afin qu'elle leur remette la pellicule exposée par Boro dans la boutique du photographe Hoffmann.
- Heinrich : La deuxième brute portant le brassard nazi et menaçant Maryika Vremler jusque dans le hall de son hôtel (où une diversion providentiellement mise en scène par Ruddi Reinecke les éloigne de leur victime) promet à la jeune femme que son compagnon Kurt et lui-même reviendront à la charge. C'est ce qu'ils font quelques mois plus tard en fouillant l'appartement qu'elle occupe à Berlin, toujours à la recherche du rouleau de pellicule sur lequel figure une photo d'Hitler et d'Eva Braun chez Hoffmann.
- Albina d'Abrantès : Cette épouse riche mais délaissée dissimule une beauté un peu fanée et des yeux admirables quoi qu'engourdis par l'épaisseur du fard sous une voilette et derrière les vitres de sa Delahaye. C'est dans cette voiture qu'elle parvient à attirer Blèmia Borowicz non loin du Palais Bourbon au début de l'année 1932, mais le Hongrois refuse alors de lui accorder ses faveurs.
- Gustav Umlauff : Maryika Vremler s'étant hissée au rang de star en tournant un deuxième film intitulé Shanghai-Lily pour le compte de l'UFA, toujours sous la direction de Wilhelm Speer, cet homme est devenu son impresario et veille en permanence sur ses affaires (aussi bien professionnelles que domestiques).
- Martha Kipfmüller : Robuste campagnarde débarquant de Souabe, elle a été recrutée afin d'assister Maryika Vremler dans ses tâches ménagères et s'est installée avec elle dans l'appartement que loue la comédienne sur le Tiergarten, à Berlin. En dépit de ses origines modestes, la jeune fille adore la lecture et elle est fascinée par les ouvrages que contient la bibliothèque de celle qui l'emploie.
- Friedrich von Riegenburg : Appartenant à une grande famille prussienne de collectionneurs, ce jeune aristocrate aux yeux bleu acier affirme à Maryika Vremler, lorsqu'il la croise dans une galerie d'art berlinoise en 1932, qu'ils seront appelés à se revoir. Sous prétexte de lui procurer une toile de George Grosz, il s'introduit d'ailleurs chez l'actrice dont il fouille discrètement l'appartement après avoir fait mine d'en chasser « Cochon-qui-souffle » et Heinrich. Démasqué par Maryika, qui l'identifie immédiatement comme leur complice, von Riegenburg devient à son tour menaçant lorsqu'il est question du fameux rouleau de pellicule. Ses tentatives d'apaisement et ses invitations à participer aux parties fines de l'hôtel Nürnberg ne font qu'envenimer les relations qu'il entretient dès lors avec la jolie comédienne.
- Germaine Fiffre : Cette demoiselle de quarante ans à peine, vouée à la chasteté par l'indifférence des hommes, officie en tant que secrétaire au sein de l'agence Iris. Entièrement dévouée à son patron, elle réprouve l'effronterie dont fait preuve « monsieur Borovice » (elle est incapable de prononcer autrement le nom du garçon de laboratoire hongrois) envers Alphonse Tourpe.
- Béla Praskash : Affectueusement surnommé par Boro « le choucas de Budapest », ce Hongrois voûté au visage aigu et aux admirables yeux noirs est lui aussi photographe à Paris. Le 6 mai 1932, venu tirer le portrait de l'écrivain Claude Farrère à la Fondation Rothschild pour le compte de l'agence Delphot, il fixe en définitive sur la pellicule l'assassinat de Paul Doumer. Le soir-même, il fête cet exploit au Café Capoulade sur le boulevard Saint-Michel en compagnie de ses amis hongrois (parmi lesquels Blèmia Borowicz et Pierre Pázmány).
- Helmut Krantz : Nazi au crâne rasé, cet officier allemand est l'adjoint de Friedrich von Riegenburg et joue les hommes de pouvoir dans les salons de l'hôtel Nürnberg de Berlin au bras de courtisanes en pâmoison. Mais cet homme est plus qu'un officier nazi

## Adaptation
Le même roman avait déjà fait l'objet d'une adaptation en 1991, mais celle-ci était destinée au petit écran. Signé Pierre Boutron, ce téléfilm en deux parties de 90 minutes chacune réunissait dans les rôles principaux Robin Renucci (Boro), Giulia Boschi (Maryika), Mouss Diouf (Scipion), Alain Doutey (Alphonse Tourpe) et Christopher Plummer.